# Chūō-ku (Tokyo)
Pour les articles homonymes, voir Chūō.
Chūō (中央区, Chūō-ku) est un des vingt-trois arrondissements spéciaux formant l'ancienne ville de Tokyo, au Japon.

## Géographie

### Démographie
Au 1er juillet 2008, la population de l'arrondissement Chūō était de 111 535 habitants répartis sur une superficie de 10,17 km2.

## Histoire
L'arrondissement Chūō a été fondé le 15 mars 1947, après la promulgation de la loi sur l'autonomie locale et la dissolution de la municipalité de Tokyo.
En 1945, après la défaite du Japon lors de la Seconde Guerre mondiale, plusieurs bâtiments ont été réquisitionnés afin de servir de centres d'approvisionnement pour les troupes américaines stationnées au Japon.

### Quartiers

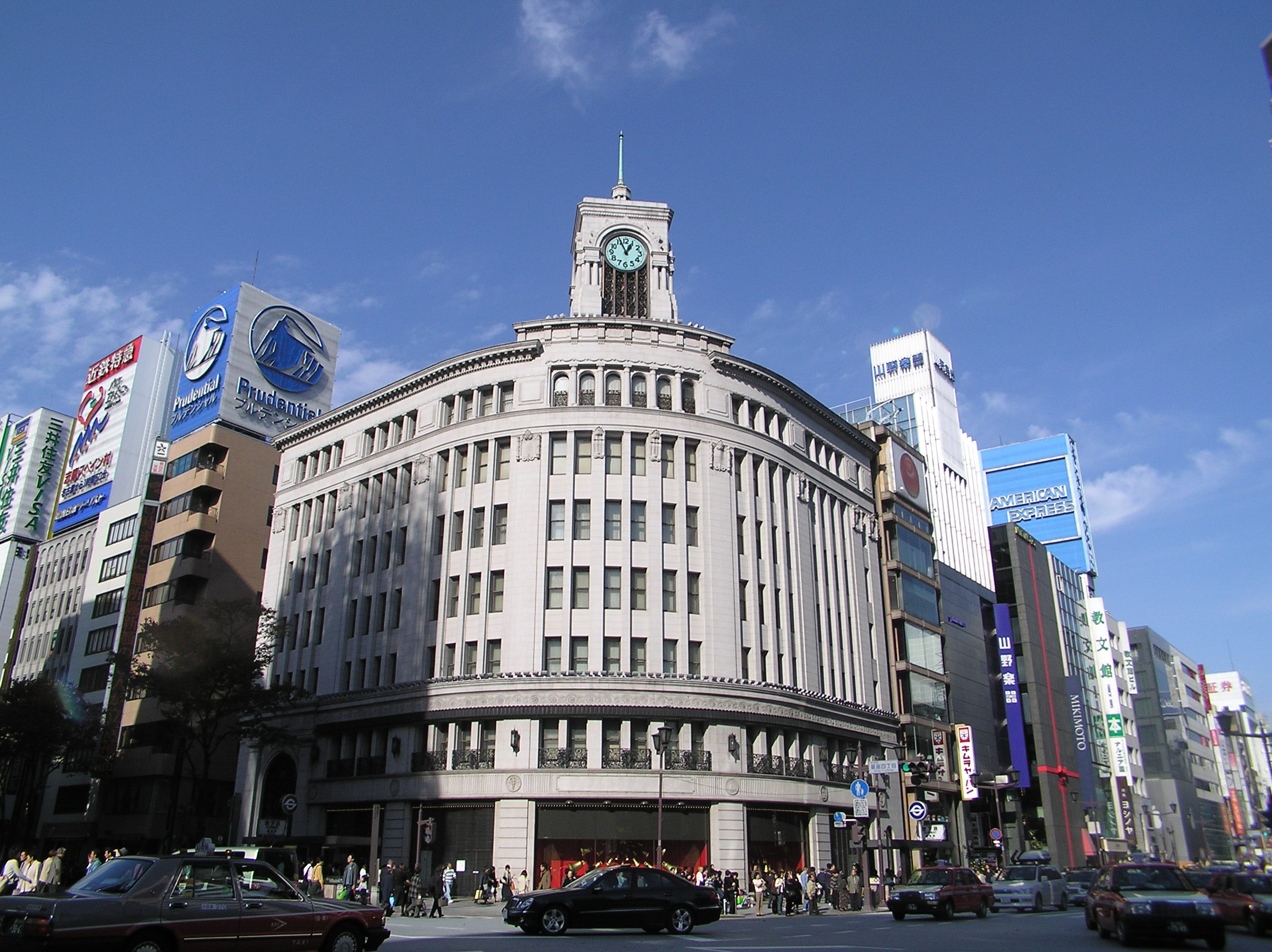
Centre commercial Wakō à Ginza.

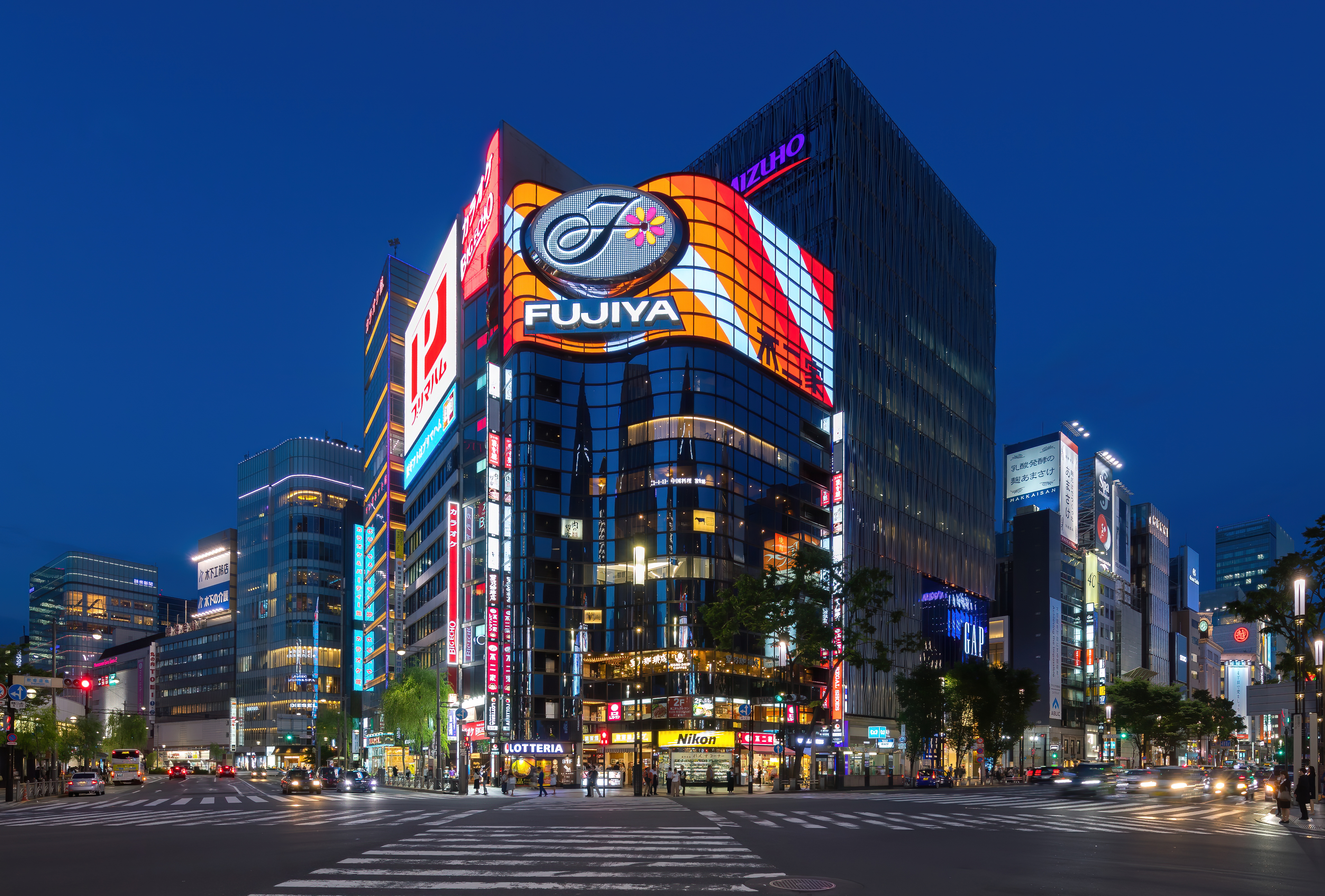
Coin de rue éclairé avec la façade du bâtiment Fujiya et des panneaux néon colorés. Intersection des rues Harumi dori et Sotobori dori, Ginza, Chuo-ku (juin 2019).

- Ginza
- Nihonbashi (bourse de Tokyo)
- Kachidoki
- Tsukishima
- Tsukuda
- Tsukiji
- Hatchōbori
- Kayabachō
- Shinkawa